# ウタノチカラタチ+4 〜u-ya asaoka Best Album〜
『ウタノチカラタチ+4 〜u-ya asaoka Best Album〜』（ウタノチカラタチ・プラス・フォー・ユーヤ・アサオカ・ベスト・アルバム）は、浅岡雄也の7枚目のオリジナル・アルバムおよび1枚目のベスト・アルバム。

## 解説
DISC1は自身による選曲、DISC2はファン投票による選曲で構成された2枚組のベスト・アルバム。メルダック在籍時最後のアルバムとなった。

## 収録曲
特記以外 作詞/作曲/編曲：浅岡雄也

### DISC1
1. 突然 〜2008〜
作詞：坂井泉水　作曲：織田哲郎　編曲：安部潤
1995年にリリースされたFIELD OF VIEWの2ndシングルをセルフカバーして新録。
2. 欠けたパズル
編曲：福田康文
着うた配信で発表されていた曲で、本作で初CD化となった。
3. 旅人たちへ (Album Mix)
作詞：浅岡雄也/Karin　作曲：阿部靖広　編曲：板垣祐介
4thシングル。本作は4thオリジナル・アルバム『トキノシズク』収録のアルバムバージョンが収録されている。
4. ウタノチカラ
1stオリジナル・アルバム『ウタノチカラ』収録曲。
5. 桜色
編曲：久米康隆
3rdシングル。
6. 僕達のHarmony 〜Symphony Arrange〜
作曲：ユ・ヘジュン　編曲：久米康隆
7thシングル。本作では着うた配信で発表されていたバージョンが収録されており、初CD化となった。
7. コトノハ
2ndオリジナル・アルバム『コトノハ』収録曲。
8. いつの日か
編曲：田辺トシノ
着うた配信で発表されていた曲で、本作で初CD化となった。
9. キミヲマモリタクテ。 (Album Mix)
作曲：木村真也　編曲：久米康隆
2ndシングル。本作では3rdオリジナル・アルバム『キボウノネイロ』収録のアルバムバージョンが収録されている。
10. トキノシズク
編曲：浅岡雄也/末松一人
4thオリジナル・アルバム『トキノシズク』収録曲。
11. Horizon
作曲：阿部靖広　編曲：久米康隆
6thオリジナル・アルバム『Horizon』収録曲。
12. Life goes on 〜uyax ver.〜
作曲：Eddy Blues　編曲：沢崎公一
1stシングル。本作では2ndオリジナル・アルバム『コトノハ』収録のアルバムバージョンが収録されている。
13. キボウノネイロ
3rdオリジナル・アルバム『キボウノネイロ』収録曲。
14. ヒカリ 〜2008〜
編曲：田辺トシノ
1stミニ・アルバム『ウタウタイ 其の一』収録曲を新録。

### DISC2
1. キセキノヨルニ 〜It's a Silent Night〜
編曲：安部潤
新曲。
2. 冬の花
作詞：浅岡雄也/Karin　作曲：浅岡雄也/木村真也　編曲：久米康隆
3rdオリジナル・アルバム『キボウノネイロ』収録曲。
3. 翌檜
作詞：浅岡雄也/Karin　作曲：渡辺和紀
2ndオリジナル・アルバム『コトノハ』収録曲。
4. if
作詞：浅岡雄也/Karin　編曲：安部潤
1stオリジナル・アルバム『ウタノチカラ』収録曲。
5. 雨上がりのこの街で
編曲：浅岡雄也/末松一人
新曲。
6. オレンジ
作詞：浅岡雄也/Karin　編曲：高橋大樹
3rdオリジナル・アルバム『キボウノネイロ』収録曲。
7. moment
作詞：浅岡雄也/Karin　作曲・編曲：馬場一嘉
4thオリジナル・アルバム『トキノシズク』収録曲。
8. らびゅう
編曲：高橋大樹
2ndオリジナル・アルバム『コトノハ』収録曲。
9. めぐりめぐる 〜Love is You〜 (Album Mix)
編曲：田辺トシノ
5thシングルC/W曲。本作では4thオリジナル・アルバム『トキノシズク』収録のアルバムバージョンが収録されている。
10. Emotion 〜Remix〜
編曲：浅岡雄也/藤井理央
1stシングルC/W曲。本作では2ndオリジナル・アルバム『コトノハ』収録のアルバムバージョンが収録されている。
11. 未来の地図
作曲：阿部靖広　編曲：久米康隆
4thオリジナル・アルバム『トキノシズク』収録曲。
12. Anniversary
作曲：阿部靖広　編曲：板垣祐介
4thオリジナル・アルバム『トキノシズク』収録曲。
13. I will wait for you
作曲：ユ・ヘジュン　編曲：安部潤
新曲。
14. 最初で最後の
編曲：久米康隆
新曲。